# Mimetismo agresivo

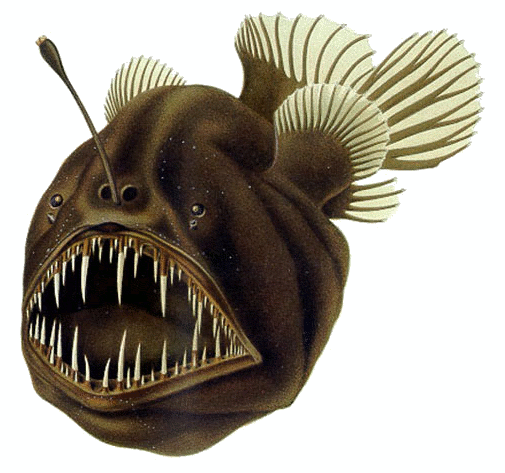
El rape jorobado utiliza una espina dorsal modificada como caña de pescar con un señuelo bioluminiscente para atraer y capturar a sus presas.

El mimetismo agresivo es una forma de mimetismo en la que los depredadores, parásitos o parasitoides comparten señales similares, utilizando un modelo inofensivo, lo que les permite evitar ser identificados correctamente por su presa o huésped. Los zoólogos han comparado repetidamente esta estrategia con un lobo con piel de cordero. En su sentido más amplio, el mimetismo agresivo podría incluir varios tipos de explotación, como cuando una orquídea explota a un insecto macho imitando a una hembra sexualmente receptiva (véase pseudocopulación), pero aquí se restringirá a formas de explotación que impliquen alimentación. Por ejemplo, los indígenas australianos que se disfrazan e imitan a los canguros cuando cazan no se considerarían imitadores agresivos, ni tampoco un pescador humano, aunque sin duda practican el camuflaje por autodecoración. Se trata por separado el mimetismo molecular, que comparte algunas similitudes; por ejemplo, un virus puede imitar las propiedades moleculares de su huésped, lo que le permite acceder a sus células. Se ha sugerido un término alternativo, mimetismo peckhamiano (en honor a George y Elizabeth Peckham), pero rara vez se utiliza.
El mimetismo agresivo es, en principio, opuesto al mimetismo defensivo, en el que el imitador suele beneficiarse de ser tratado como dañino. El imitador puede parecerse a su propia presa, o a algún otro organismo que sea beneficioso o al menos no perjudicial para la presa. El modelo, es decir, el organismo «imitado», puede experimentar una mayor o menor aptitud, o puede no verse afectado en absoluto por la relación. Por otra parte, el receptor de la señal sufre inevitablemente al ser engañado, como ocurre en la mayoría de los complejos de mimetismo.

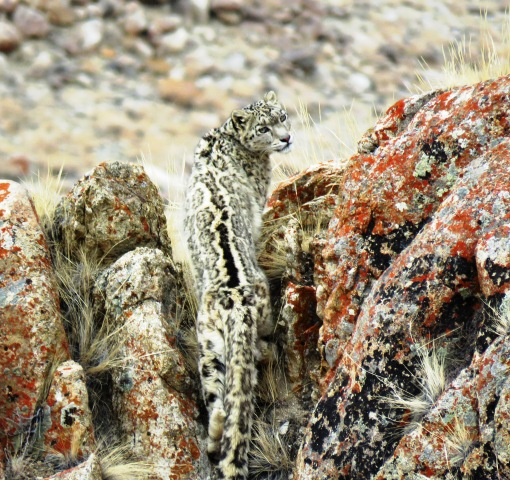
Un depredador camuflado: leopardo de las nieves en Ladakh. La distinción entre mimetismo agresivo y camuflaje de depredador depende de la señal dada a la presa, no fácil de determinar.

El mimetismo agresivo a menudo implica que el depredador emplee señales que atraigan a su presa potencial hacia él, una estrategia que permite a los depredadores simplemente sentarse y esperar a que la presa venga hacia ellos. La promesa de comida o sexo son los señuelos más utilizados. Sin embargo, esto no tiene por qué ser así; siempre que se oculte la verdadera identidad del depredador, éste puede acercarse a la presa con más facilidad de lo que lo haría de otro modo. En cuanto a las especies implicadas, los sistemas pueden estar compuestos por dos o tres especies; en los sistemas de dos especies, el receptor de la señal, o «dupe», es el modelo.
En cuanto a la dimensión visual, la distinción entre mimetismo agresivo y camuflaje no siempre está clara. Autores como Wickler han hecho hincapié en la importancia de la señal para el receptor a la hora de distinguir el mimetismo del camuflaje. Sin embargo, no es fácil evaluar lo «significativa» que puede ser una señal para el doble, por lo que la distinción entre ambas puede ser bastante difusa. Se pueden emplear señales mixtas: los imitadores agresivos a menudo tienen una parte específica del cuerpo que envía una señal engañosa, mientras que el resto está oculto o camuflado.

## Contraste con el mimetismo defensivo

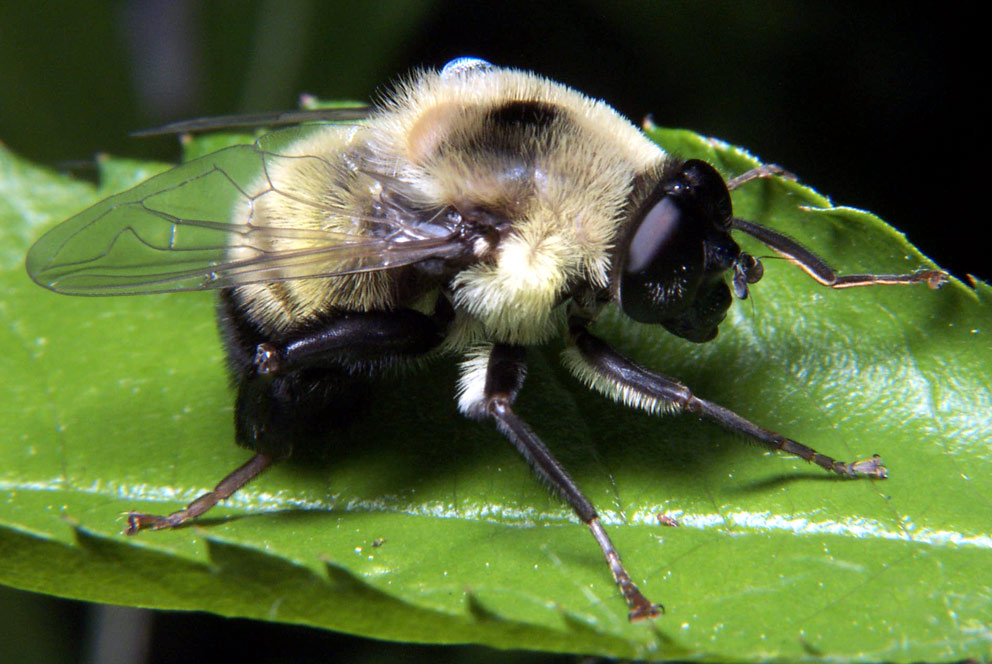
Los imitadores batesianos defensivos, como esta mosca voladora que imita a un abejorro, son la antítesis de los imitadores agresivos.

El mimetismo agresivo contrasta semánticamente con el mimetismo defensivo, en el que es la presa la que actúa como imitadora, siendo los depredadores engañados. El mimetismo defensivo incluye las conocidas formas batesiana y mülleriana de mimetismo, en las que el imitador comparte características externas con un modelo aposemático o dañino. En el mimetismo batesiano, el imitador sigue el modelo de una especie peligrosa (normalmente poco apetecible), mientras que en el mimetismo mülleriano ambas especies son dañinas y actúan como cómplices, convergiendo en un conjunto común de señales y compartiendo la carga de «educar» a sus depredadores. El mimetismo defensivo incluye el menos conocido mimetismo mertensiano, en el que el imitador es más dañino que el modelo, y el mimetismo vaviloviano, en el que las malas hierbas llegan a imitar a los cultivos por selección artificial involuntaria. En el mimetismo defensivo, el imitador se beneficia al evitar una interacción dañina con otro organismo que tendría más probabilidades de producirse sin las señales engañosas empleadas. Las interacciones perjudiciales pueden consistir en ser devorado o arrancado del suelo como mala hierba. Por el contrario, el imitador agresivo se beneficia de una interacción que tendría menos probabilidades de producirse sin el engaño, a expensas de su objetivo.

Mimetismo agresivo comparado con una forma defensiva, el mimetismo batesiano. Este mecanismo suele denominarse «lobo con piel de cordero». El modelo de un mimetismo agresivo puede ser una especie inofensiva, en cuyo caso los 3 papeles son disjuntos, o el modelo puede ser la propia presa, en cuyo caso la disposición es bipolar.

## Clasificación

### Atraer a la presa
En algunos casos, se atrae a la presa hacia el imitador. Esto implica la imitación de un recurso que suele ser vital para la supervivencia de la presa (o, más exactamente, para la supervivencia de sus genes), como la nutrición o la pareja. Si el cebo ofrecido tiene poco valor para la presa, no se esperaría que ésta corriera semejante riesgo. Por ejemplo, en todos los casos conocidos de mimetismo de señales sexuales es siempre el sexo masculino el engañado (de hecho, se ha sugerido que las hembras de algunas especies han evolucionado el mimetismo como estrategia para evitar apareamientos no deseados). En estos casos, el depredador no necesita moverse para buscar presas, sino que puede simplemente quedarse quieto y dejar que la presa venga hacia él. Algunos estudios sugieren que el alcaudón norteño (Lanius excubitor) canta en invierno imitando a menudo a pequeños paseriformes que pueden ser presa cuando se les atrae a su alcance. Se ha descrito el caso de un tigrillo que imitaba el llanto de una cría de tití bicolor para intentar atraer a un tamarino adulto a su alcance.

#### Apariencia de los alimentos

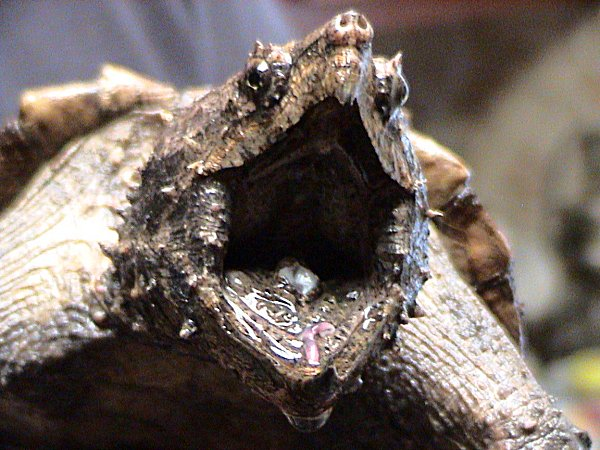
La tortuga caimán utiliza su lengua para atraer a los peces.

Muchos imitadores agresivos utilizan la promesa de alimento como forma de atraer a sus presas. La tortuga caimán (Macrochelys temminckii) es un depredador de emboscada bien camuflado. Su lengua tiene una llamativa prolongación rosada que se asemeja a un gusano y que puede retorcerse; los peces que intentan comerse el «gusano» son devorados por la tortuga. Del mismo modo, algunas serpientes emplean atracción caudal (con la cola) o linguales (con la lengua) para atraer a pequeños vertebrados a su alcance.

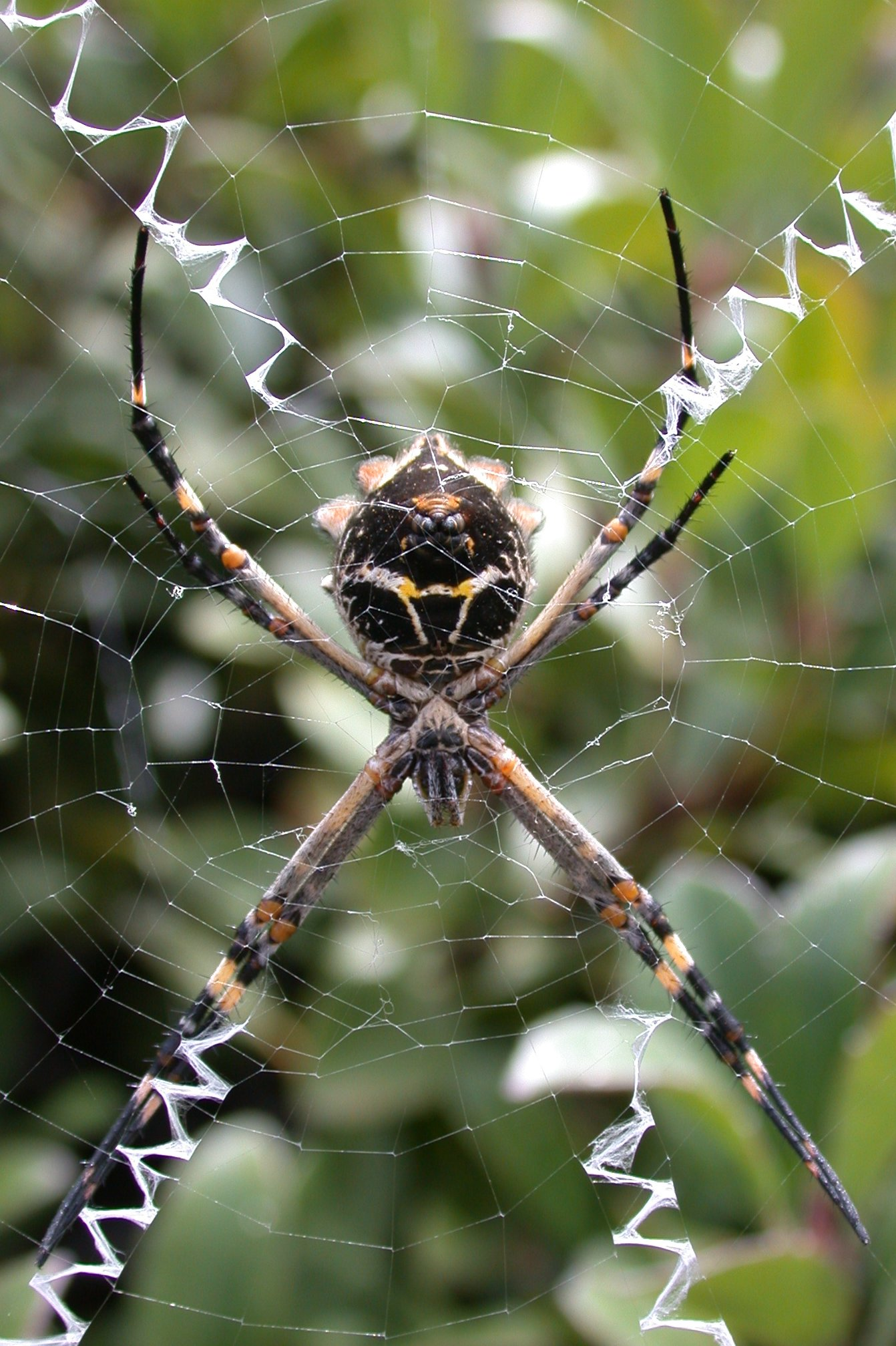
Argiope argentata y su telaraña

El mimetismo agresivo es común entre las arañas, tanto para atraer a sus presas como para acercarse sigilosamente a sus depredadores. Un caso es el de la tejedora del orbe dorado (Nephila clavipes), que teje una llamativa telaraña de color dorado en zonas bien iluminadas. Los experimentos demuestran que las abejas son capaces de asociar las telarañas con el peligro cuando el pigmento amarillo no está presente, como ocurre en las zonas menos iluminadas, donde la telaraña es mucho más difícil de ver. También aprenden y evitan otros colores, pero las abejas parecen ser las menos capaces de asociar eficazmente las telarañas pigmentadas de amarillo con el peligro. Sin embargo, el amarillo es el color de muchas flores que contienen néctar, por lo que quizá no merezca la pena evitarlo. Otra forma de mimetismo no se basa en el color, sino en el diseño. Especies como la Argiope argentata emplean patrones prominentes en el centro de sus telarañas, como zigzags. Estos dibujos reflejan la luz ultravioleta e imitan el patrón que se ve en muchas flores, conocidas como guías de néctar. Las arañas cambian de telaraña cada día, lo que puede explicarse por la capacidad de las abejas para recordar los patrones de las telarañas. Las abejas son capaces de asociar un determinado patrón con una ubicación espacial, lo que significa que la araña debe tejer un nuevo patrón con regularidad o sufrirá una disminución en la captura de presas.

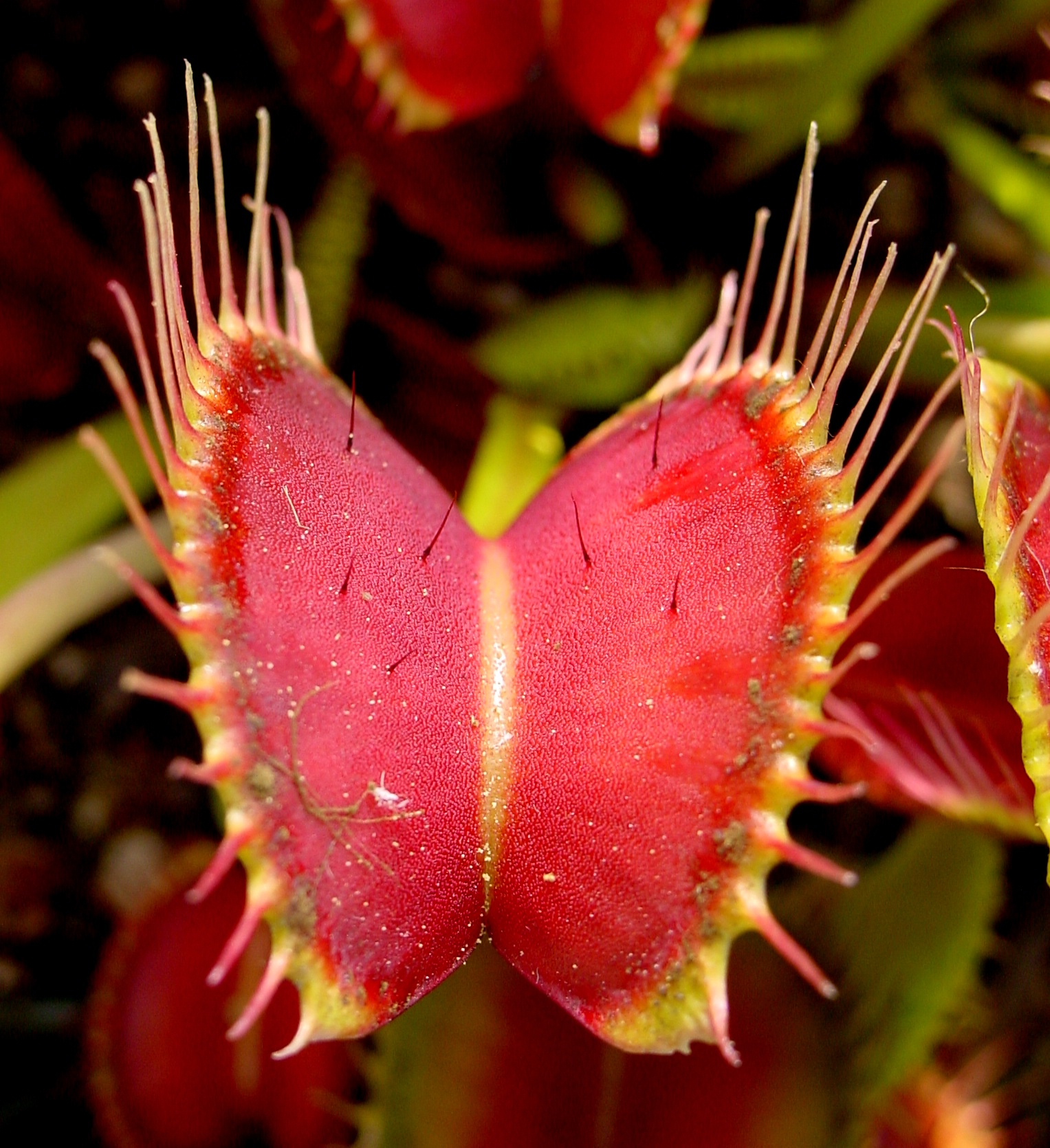
Las brillantes hojas de la Venus atrapamoscas (Dionaea muscipula) atraen a los insectos del mismo modo que las flores.

Las arañas pueden ser presa de imitadores agresivos. La chinche asesina Stenolemus bituberus depreda arañas, entrando en su tela y arrancando sus hilos de seda hasta que la araña se acerca. Este mimetismo vibracional agresivo coincide con un patrón general de vibraciones que las arañas tratan como presas, teniendo una estructura temporal y una amplitud similares a los movimientos de las patas y el cuerpo de las presas típicas atrapadas en la tela.
Las larvas del escarabajo de tierra Epomis mueven sus mandíbulas una tras otra para atraer a los anfibios hacia ellas y luego depredarlos. La estructura de su cuerpo les permite morder y alimentarse de los anfibios incluso cuando son ingeridos por presas de mayor tamaño, como las ranas.
Aunque las plantas son más conocidas por su mimetismo defensivo, hay excepciones. Por ejemplo, muchas flores utilizan el mimetismo para atraer a los polinizadores, mientras que otras pueden engañar a los insectos para que dispersen sus semillas. No obstante, la mayor parte del mimetismo en las plantas no se clasificaría como agresivo, ya que aunque atraer a los polinizadores es similar a los casos anteriores, lo cierto es que la planta no se los come. Sin embargo, algunas plantas carnívoras pueden aumentar su tasa de captura mediante el mimetismo. Por ejemplo, algunas tienen patrones en la región ultravioleta del espectro electromagnético, muy parecidos a las telas de araña descritas anteriormente.

### Sistemas bipolares de imitación
Los sistemas de mimetismo en los que sólo participan dos especies se conocen como bipolares. En este caso, sólo es posible una disposición bipolar, a saber, cuando el dúo es a su vez el modelo. Existen dos variantes de esta disposición en la que el imitador imita a su objetivo. En un caso, el mimetismo kirbyano, el modelo es el huésped de un parásito de puesta. En el otro caso, denominado mimetismo batesiano-wallaciano por Henry Walter Bates y Alfred Russel Wallace, el modelo es la especie presa.

#### Mimetismo kirbyano o parásito de puesta

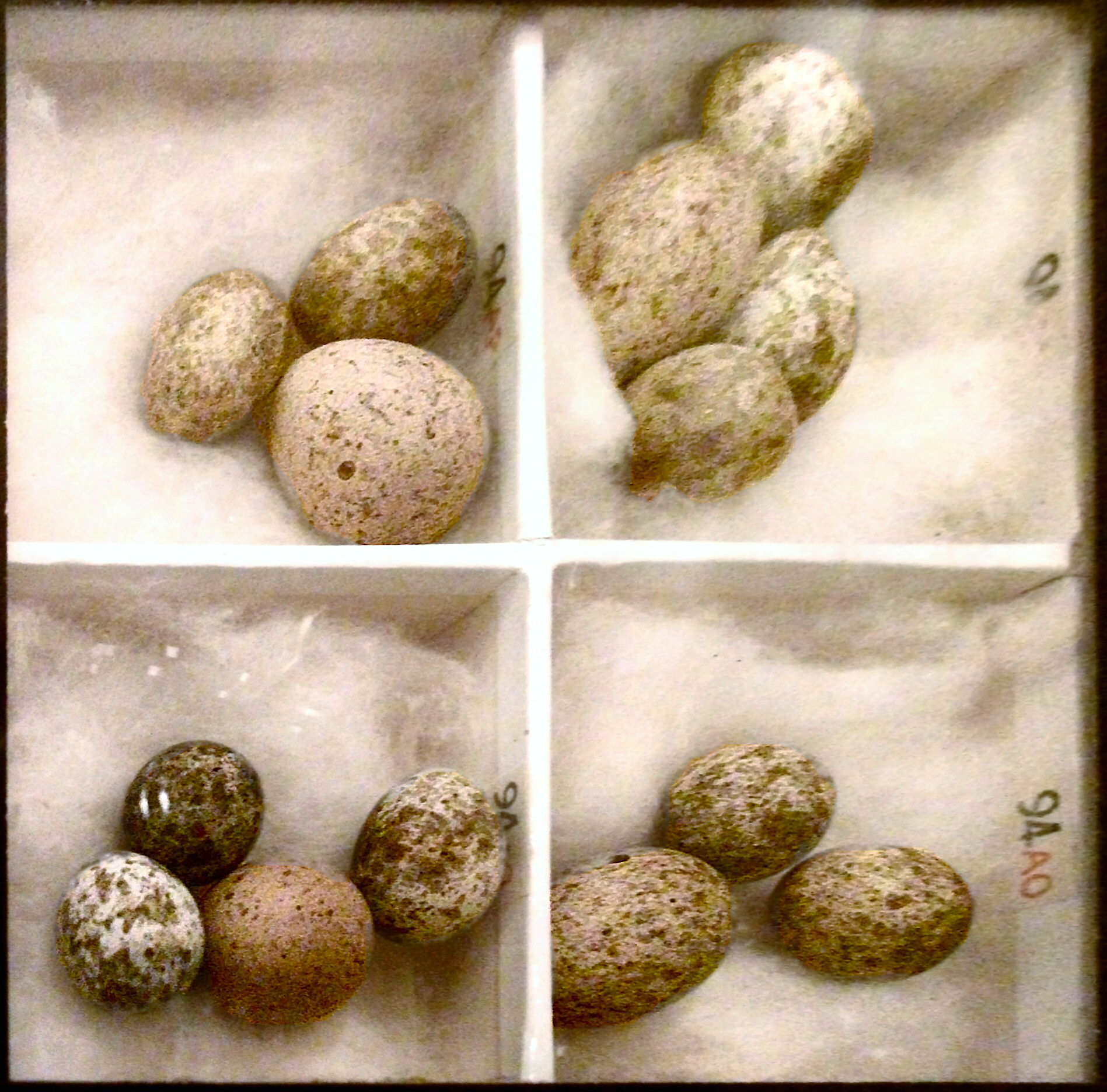
Parasitismo de puesta: cuatro nidadas de huevos de carricero común, cada una de las cuales contiene un huevo de cuco (más grande).

El mimetismo huésped-parásito es una situación en la que un parásito imita a su propio huésped. Como en el caso del mimetismo del sexo femenino descrito anteriormente, sólo intervienen dos especies, siendo el modelo y el imitador de la misma especie. El parasitismo de puesta, una forma de cleptoparasitismo en la que la madre hace que otro organismo involuntario críe a sus crías, es una de esas situaciones en las que ha evolucionado el mimetismo huésped-parásito. Georges Pasteur denomina a esta forma de mimetismo agresivo-reproductivo mimetismo kirbyano, en honor al entomólogo inglés William Kirby, que observó que las crías de los sírfidos son criadas por abejorros.

#### Mimetismo Batesiano-Wallaciano o de presa
En el mimetismo batesiano-wallaciano, el modelo es una hembra sexualmente receptiva, que proporciona un fuerte efecto de atracción a los machos. Algunas arañas utilizan medios químicos más que visuales para atrapar a sus presas. Las hembras de las arañas bolas del género Mastophora atraen a los machos de las moscas de la polilla (Diptera, verdaderas moscas, pero parecidas a polillas) produciendo análogos de las feromonas sexuales de las especies de moscas. Cada especie de araña parece estar especializada en una especie concreta de presa de la familia Psychodidae. Los juveniles utilizan el par delantero de patas para capturar presas, como las moscas. Sin embargo, las arañas más viejas utilizan una estrategia diferente, balanceando hacia las polillas una bola pegajosa conocida como boleadora, suspendida por un hilo de seda. Pero tanto las viejas como las jóvenes son capaces de atraer a sus presas mediante esta señal olfativa; incluso se ha demostrado que las arañas jóvenes atraen a sus presas.
|                                                                                             |
| Araña Mastophora sujetando sus bolas con una pata, atrayendo y capturando una polilla macho |

| |
| El katydid depredador moteado (Chlorobalius leucoviridis) es un imitador acústico agresivo de las cigarras. |

El cátido listroscelidino Chlorobalius leucoviridis del interior de Australia es capaz de atraer a las cigarras macho de la tribu Cicadettini imitando los chasquidos de respuesta específicos de la especie de las cigarras hembra sexualmente receptivas. Este ejemplo de mimetismo acústico agresivo es similar al caso de la luciérnaga Photuris en que el mimetismo del depredador es notablemente versátil: los experimentos de reproducción muestran que C. leucoviridis es capaz de atraer a machos de muchas especies de cigarras, incluidas cigarras Cicadettini de otros continentes, a pesar de que las señales de apareamiento de las cigarras son específicas de cada especie. La evolución del mimetismo versátil en C. leucoviridis puede haber sido facilitada por restricciones en la evolución del canto en sistemas de comunicación a dúo en los que las señales de respuesta son reconocibles sólo por su tiempo preciso en relación con el canto del macho (<< 100 ms de latencia de respuesta).
Las hembras de las luciérnagas del género Photuris emiten las mismas señales luminosas que las hembras del género Photinus utilizan como señal de apareamiento. Los machos de luciérnagas de varios géneros diferentes se sienten atraídos por estos imitadores, y posteriormente son capturados y devorados. Las señales de las hembras se basan en las que reciben del macho, y cada hembra tiene un repertorio de señales que coinciden con el retardo y la duración de la hembra de la especie correspondiente. Este mimetismo puede haber evolucionado a partir de señales de no apareamiento que se han modificado para la depredación.

### Mimetismo agresivo Wickleriano-Eisneriano o críptico

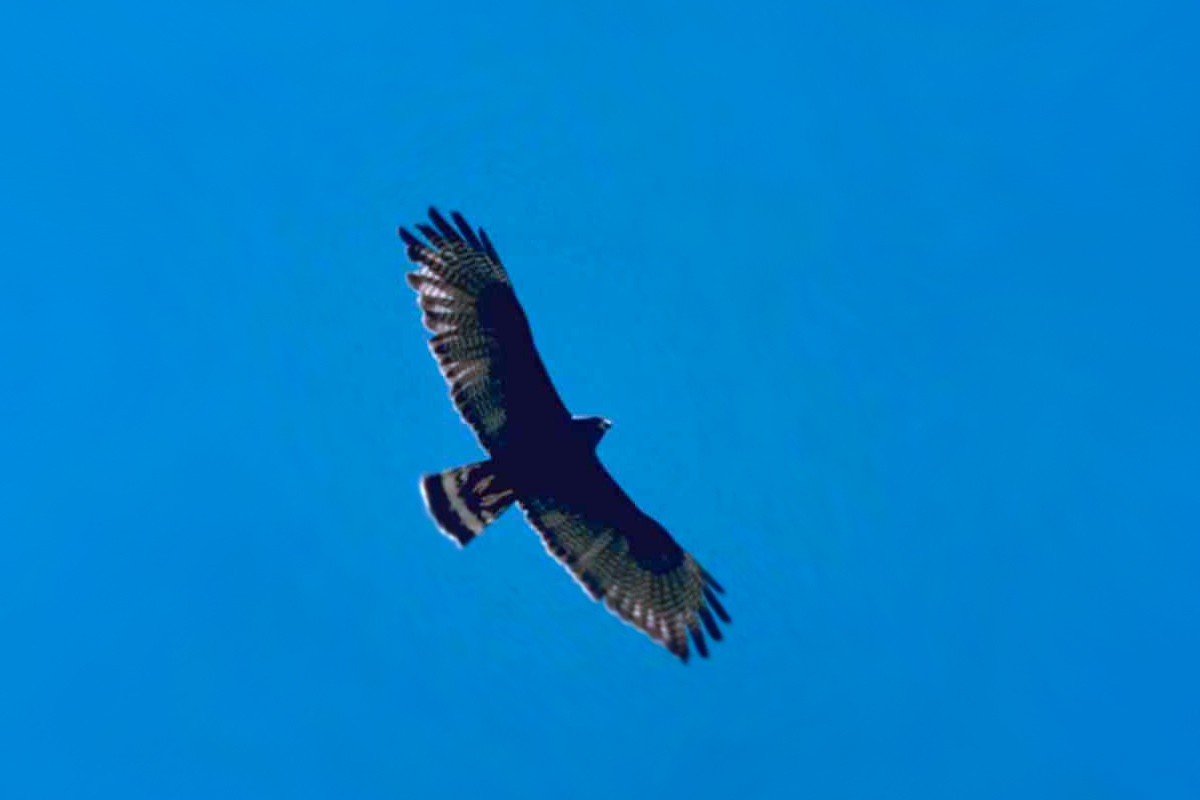
El halcón de cola zigzagueante se parece en vuelo al inofensivo buitre pavo, pero ataca a otras especies.

No es necesario que la presa se sienta atraída hacia el depredador para que éste se beneficie: basta con que el depredador simplemente no se identifique como una amenaza. Los imitadores wicklerianos-isnerianos pueden parecerse a un aliado mutualista, o a una especie poco significativa para la presa, como un comensal. Por ejemplo, el hemíptero Arachnocoris berytoides se parece a Faiditus caudatus, una araña comensal de las hormigas.
En el mimetismo agresivo críptico, el depredador imita a un organismo que a su presa le resulta indiferente. Esto permite al depredador evitar ser detectado hasta que la presa está lo suficientemente cerca como para atacar, lo que constituye una forma efectiva de camuflaje. El halcón de cola zonal (Buteo albonotatus), que se parece al buitre pavo (Cathartes aura), puede ser un ejemplo de ello. Vuela entre ellos, se separa repentinamente de la formación y tiende una emboscada a su presa. Existe cierta controversia sobre si se trata de un verdadero caso de mimetismo.

### Mimetismo de peces limpiadores

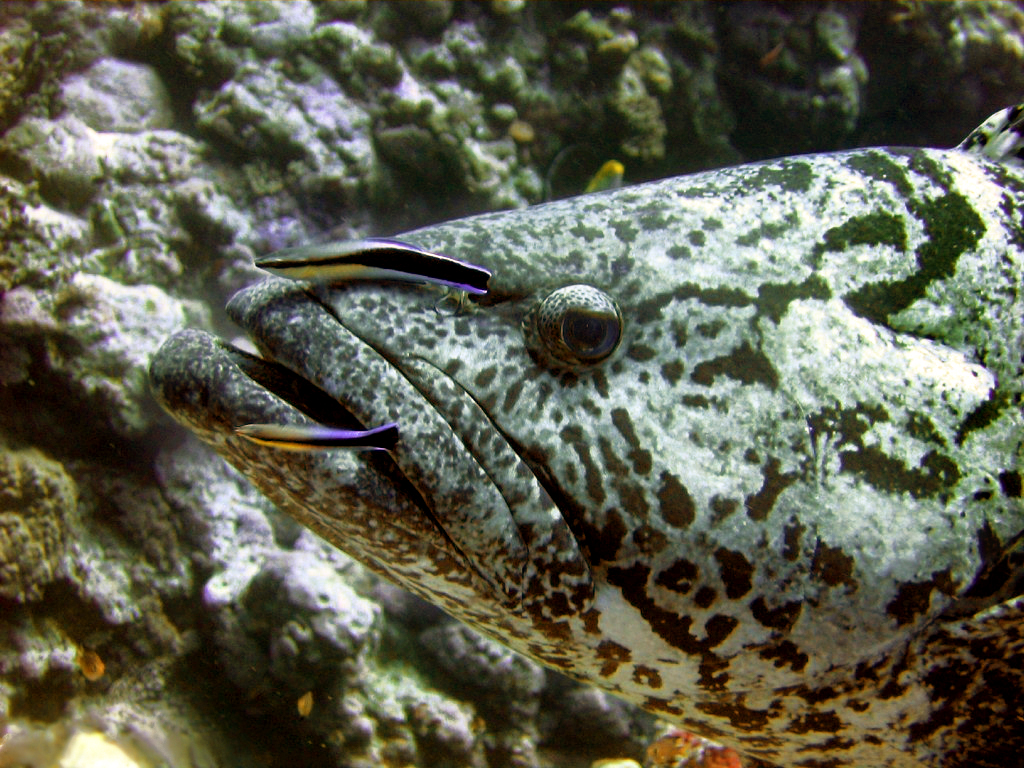
Dos peces limpiadores bluestreak limpiando un mero patata, Epinephelus tukula

El mimetismo de especies mutualistas se observa en los peces de los arrecifes de coral, donde los modelos, ciertos peces limpiadores, se ven muy perjudicados por la presencia del imitador. Los peces limpiadores son mutuamente beneficiosos para muchas otras especies, lo que les permite alimentarse de sus parásitos y piel muerta. Algunos permiten que el limpiador se aventure dentro de sus bocas y cavidades branquiales para cazar estos parásitos. Sin embargo, una especie de limpiador, el pez limpiador de pico azul (Labroides dimidiatus), es el modelo de un imitador, el blenio dientes de sable (Aspidontus taeniatus). El pez limpiador, que aparece en la imagen limpiando un mero del género Epinephelus, vive en arrecifes de coral de los océanos Índico y Pacífico, y es reconocido por otros peces que le permiten limpiarlos. El blenio vive en el océano Índico y no sólo se parece al pez limpiador en tamaño y coloración, sino que incluso imita su baile. Tras engañar a su presa para que baje la guardia, el blenio dientes de sable la muerde, arrancándole escamas o trozos de aleta. Los peces así mordidos aprenden a distinguir al imitador del modelo, pero debido a la similitud entre ambos, también se vuelven mucho más cautelosos con el modelo, de modo que ambos se ven afectados. Debido a la capacidad de las víctimas para distinguir entre el enemigo y el ayudante, los blenios han evolucionado hacia una gran similitud, hasta el nivel regional. Otro imitador agresivo del pez limpiador, el Plagiotremus rhinorhynchos, ha desarrollado un veneno que contiene opiáceos que mitiga el dolor y reduce la presión sanguínea, confundiendo al huésped mordido y dando tiempo al imitador para escapar.

### Parásitos que imitan a sus presas
Al igual que los depredadores, como el rape, tienen una estructura que atrae a la presa, algunos parásitos imitan a la presa natural de su huésped, pero con los papeles invertidos; el parásito es devorado por el huésped. Este engaño facilita al parásito la entrada en el huésped, del que puede alimentarse, lo que le permite continuar su ciclo vital.
Uno de estos casos es un género de mejillón, Lampsilis, que se alimenta de las branquias de los peces en la fase larvaria de su desarrollo. Una vez que maduran, abandonan el pez como molusco adulto. Sin embargo, conseguir entrar en el huésped no es tarea fácil, a pesar de que se liberan varios cientos de miles de larvas a la vez. Esto ocurre sobre todo en masas de agua corrientes, como los arroyos, donde no pueden posarse en el sustrato y esperar a ser recogidas durante la búsqueda de alimento. Sin embargo, las hembras de Lampsilis han desarrollado una técnica especial para entregar sus crías a un huésped adecuado. Las estructuras del borde del manto son capaces de captar el interés de los peces. Algunas se asemejan a pequeños peces, con manchas oculares, una «cola» y rayas horizontales, e incluso pueden moverse de forma similar, como si estuvieran de cara a la corriente (reotaxis). Cuando se ven sobrepasadas por un pez, las larvas son expulsadas a la fuerza, convirtiéndose en ectoparásitos de su desprevenido huésped. Algunas especies de Lampsilis, en particular Lampsilis ovata, atraen a los peces del género Micropterus, Villosa tiene señuelos en el manto parecidos a los peces que atraen a los peces depredadores Percina.
La Cercaria mirabilis, un trematodo, tiene una fase larvaria especialmente grande, la cercaria, que se parece mucho a la larva de un pequeño crustáceo o mosquito. Imita el comportamiento locomotor de estos animales, lo que le permite ser devorada por peces depredadores.
Otro ejemplo de trematodo parásito se observa en un entorno terrestre. Leucochloridium es un género de platelmintos (phylum Platyhelminthes) que madura en el intestino de las aves cantoras. Sus huevos salen del ave en las heces y luego son absorbidos por Succinea, un caracol terrestre que vive en ambientes húmedos. Los huevos se convierten en larvas dentro de este huésped intermediario, y luego deben encontrar su camino hacia el sistema digestivo de un ave adecuada. El problema es que estas aves no comen caracoles, por lo que el esporocisto debe encontrar alguna forma de manipular a su futuro huésped para que se lo coma. A diferencia de las especies emparentadas, estos parásitos son de colores brillantes y pueden moverse de forma pulsátil. Un saco de esporoquistes se abre paso en los tallos oculares del caracol y pulsa a gran velocidad, agrandando el tentáculo en el proceso. Afecta al comportamiento del hospedador: el caracol se mueve hacia la luz, que normalmente evita. Estos factores combinados hacen que los esporoquistes sean muy llamativos, por lo que pronto son devorados por un pájaro cantor hambriento. A continuación, el caracol regenera sus tentáculos y Leucochloridium continúa con su ciclo vital.

## Lobo con piel de cordero

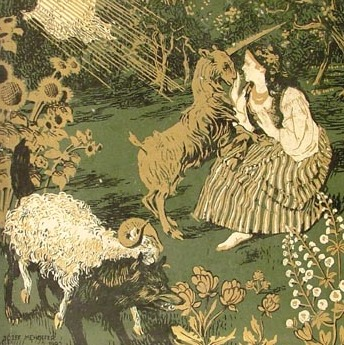
Lobo con piel de cordero de Józef Mehoffer, 1903. Detalle de la portada del álbum

Los zoólogos han comparado repetidamente el mimetismo agresivo con la estrategia del lobo con piel de cordero de la fábula, por ejemplo al describir arañas saltarinas, crisopas, pulgones que imitan a hormigas, insectos hemípteros que imitan a escarabajos crisomélidos, arañas que dejan caer pájaros, mantis orquídeas, peces cíclidos, y el halcón de cola zonal que vuela con buitres, lo que le permite acercarse a presas terrestres. Estos animales han evolucionado para engañar a sus presas apareciendo como otras presas, o como los peces pescadores y las tortugas mordedoras atraen a la presa apareciendo como la presa de la presa.

## Lectura adicional
- Wickler, W. (1968). Mimicry in Plants and Animals. McGraw-Hill. pp. 123–220. ISBN 0-07-070100-8. (requiere registro).
- Pietsch, T. W.; Grobecker, D. B. (1978). «The Compleat Angler: Aggressive Mimicry in an Antennariid Anglerfish». Science 201 (4353): 369-370. Bibcode:1978Sci...201..369P. PMID 17793734. S2CID 45349001. doi:10.1126/science.201.4353.369.
- Lloyd, J. E. (1981). «Mimicry in the sexual signals of fireflies». Scientific American 245 (1): 110-111. Bibcode:1981SciAm.245a.138L. doi:10.1038/scientificamerican0781-138.
- Nicolai, J. (October 1974). «Mimicry in parasitic birds». Scientific American 231: 93-98.